# Gaisal
Gaisal – miasto ok. 100 km od Siliguri w Islampur subdivision (Bengali: ইসলামপুর মহকুমা) w dystrykcie North Dinajpur w stanie Bengal Zachodni w Indiach.
2 sierpnia 1999 roku doszło tam do katastrofy kolejowej na odseparowanej stacji. W wyniku kolizji dwóch, przepełnionych składów, życie straciło 285 lub nawet 500 osób, a 300 zostało rannych.